# Klein zonnestelsellichaam
Een klein zonnestelsellichaam (Engels: Small solar system body) is een benaming voor objecten in het zonnestelsel die niet behoren tot de categorie planeten, dwergplaneten of natuurlijke satellieten. Deze term werd in 2006 gedefinieerd door de Internationale Astronomische Unie.
All other objects, except satellites, orbiting the Sun shall be referred to collectively as "Small Solar System Bodies" ... These currently include most of the Solar System asteroids, most Trans-Neptunian Objects (TNOs), comets, and other small bodies.
Het grootste gedeelte van kleine zonnestelsellichamen bevindt zich in de planetoïdengordel en de Kuipergordel, welke miljarden planetoïden, transneptunische objecten en kometen omvat.